# Dionisio Schüler
Dionysius Schuler OFM (Schlatt, Imperio alemán, 22 de abril de 1854; Kloster Gorheim, República de Weimar, 7 de septiembre de 1926), fue un arzobispo franciscano, superior y titular alemán.
Nacido como Augustinus Schuler ingresó en la Custodia de Turingia, S. Elizabeth, que pertenecía a la provincia Franciscana de Sajonia (Sajonia), y recibió el nombre religioso de Dionisio. Debido a la Kulturkampf que estaba aconteciendo en el país, debido a las guerras internas que estaba sucediendo dentro del territorio alemán, tuvo que dejar Alemania para estudiar; estudió en Bélgica y fue ordenado sacerdote en Malinas en 1876. Luego trabajó como pastor en Alsacia y se trasladó en 1881 a América del Norte, donde trabajaron alrededor de 150 franciscanos alemanes de Sajonia después de la Kulturkampf.
En 1893, Dionysius Schuler regresó a Alemania y participó en la construcción de la provincia Franciscana de Turingia (Turingia), que se escindió de Sajonia en 1894 y se convirtió en una provincia religiosa independiente. El Padre Dionisio fue elegido Ministro provincial de Turingia en 1899 y ocupó el cargo hasta 1903. Luego fue nombrado ministro general de Roma en 1897 por el Papa León XIII, y vio su tarea principal en promover la difusión de la orden y una forma de vida uniforme de sus ramas individuales. Reorganizó el colegio de la Orden, Pontificia Universidad Antonianum, en Roma y fundó la revista Archivum Franciscanum Historicum. Durante su mandato, los hermanos de la rama reformada de la Orden lograron que se escindieran de la Orden, que se unió en 1897; Debido a estas disputas, Dionysius Schuler tuvo que renunciar como ministro general en 1911. Fue nombrado arzobispo titular de Nazianzus por el Papa Pío X y regresó a Alemania a la provincia de Turingia, donde murió en el monasterio de Gorheim en 1926.